# ISO 3166-2:PN
Kódy ISO 3166-2 pro Pitcairnovy ostrovy neidentifikují žádné regiony (stav v roce 2015).